# Stefan Bożym
Stefan Bożym (ur. 17 czerwca 1931, zm. 27 września 2016) – polski dyplomata, ambasador Polskiej Rzeczypospolitej Ludowej w Syrii (1972–1976).

## Życiorys
Absolwent szkoły średniej w Milanowie oraz Szkoły Głównej Służby Zagranicznej.
Wieloletni pracownik Ministerstwa Spraw Zagranicznych, w tym wicedyrektor Departamentu V (ok. 1977) oraz Departamentu IV MSZ (ok. 1980). II sekretarz (1968–1970) oraz członek egzekutywy (1970–1972) Komitetu Zakładowego Polskiej Zjednoczonej Partii Robotniczej w MSZ. W latach 1972–1976 pełnił funkcję ambasadora PRL w Syrii. 17 grudnia 1981 otrzymał nominację na ambasadora w Algierii, ale nie wyjechał na placówkę.
Pochowany na Cmentarzu Komunalnym Południowym w Warszawie.